# 罗伯特·伯恩斯 (自行车运动员)
罗伯特·伯恩斯（英語：Robert Burns，1968年1月17日—），澳大利亚男子自行车运动员。他曾代表澳大利亚参加1990年英联邦运动会自行车比赛，获得一枚金牌。他也曾参加1988年夏季奥林匹克运动会。